# 莫拉涅
莫拉涅（法語：Moragne，法語發音：[mɔʁaɲ]）是法国滨海夏朗德省的一个市镇，位于该省中北部，属于罗什福尔区。

## 地理
莫拉涅（45°58'19"N, 0°48'14"W）面积12.03 平方千米，位于法国新阿基坦大区滨海夏朗德省，该省份为法国西部滨海省份，北起旺代省，西临大西洋，南至吉倫特省，东南接多爾多涅省，东北接德塞夫勒省接壤，东临夏朗德省。
与莫拉涅接壤的市镇（或旧市镇、城区）包括：热努耶、吕桑、大圣库唐、圣克雷潘、托奈布托讷、托奈夏朗德。

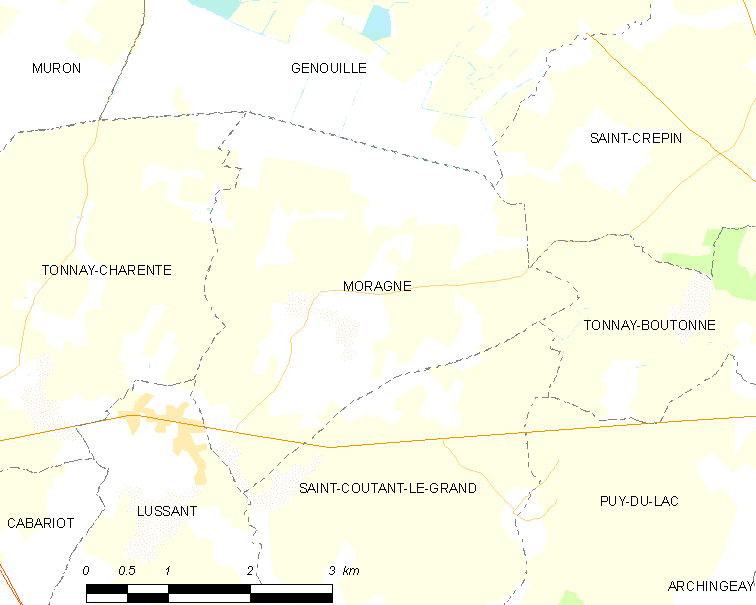
莫拉涅的OSM定位图

莫拉涅的时区为UTC+01:00、UTC+02:00（夏令时）。

## 行政
莫拉涅的邮政编码为17430，INSEE市镇编码为17246。

## 政治
莫拉涅所属的省级选区为托奈夏朗德县。

## 人口

1962-2008年间莫拉涅人口变化图示

莫拉涅于2022年1月1日时的人口数量为538人。